# Conclave de 1958
A la mort del papa Pius XII el 9 d'octubre de 1958, hi havia un total de cinquanta-cinc cardenals, tots ells amb dret d'elecció del nou pontífex. Tanmateix dos d'ells, el nord-americà Edward Aloysius Mooney, cardenal del títol de S. Susanna, arquebisbe de Detroit, Michigan, i l'italià Celso Costantini, cardenal del títol de S. Lorenzo in Damaso i abans del títol de Ss. Nereo ed Achilleo, canceller de la Santa Església Romana, moriren durant el període de sede vacante.
Els cinquanta-tres electors restants foren convocats al conclave que s'esdevingué a Roma del 25 al 28 d'aquell mes d'octubre. Dos d'ells, però, no hi pogueren assistir: l'hongarès József Mindszenty, cardenal del títol de S. Stefano al Monte Celio, arquebisbe d'Esztergom, que vivia com a asilat polític a l'ambaixada dels Estats Units d'Amèrica a Budapest, i el iugoslau Alojzije Stepinac, cardenal prevere sense títol, arquebisbe de Zagreb, que havia estat condemnat a setze anys de presó i que aleshores estava en règim d'arrest domiciliari. A tots dos els fou prohibida la sortida dels països respectius.
El difunt papa Pius XII, que sempre s'havia distingit per la gasiveria a l'hora de delegar els seus poders (al llarg dels seus dinou anys de pontificat només havia convocat dos consistoris per a crear nous cardenals i mai no havia tingut un secretari d'estat), no havia nomenat cardenal camarlenc de la Santa Església Romana, càrrec dotat d'una amplíssima potestat durant la sede vacante que el mateix papa havia confirmat (Constitució apostòlica Vacantis Apostolicae Sedis de 8 de desembre de 1945, II, passim). Els cardenals reunits, doncs, s'hagueren d'afanyar a elegir-ne un d'entre ells, que fou Benedetto Aloisi Masella, cardenal-bisbe de Palestrina i arxipreste de la Basílica de Sant Joan del Laterà.
Entre els assistents hi havia el barceloní Enric Pla i Deniel, cardenal del títol de S. Pietro in Montorio, arquebisbe de Toledo.
A la dotzena votació, el quart dia de conclave, fou elegit papa l'italià Angelo Giuseppe Roncalli, cardenal del títol de S. Prisca, patriarca de Venècia, el qual adoptà el nom de Joan XXIII.

## Cardenals convocats
Aquesta llista dels cardenals convocats està ordenada per continents; dintre de cada continent per data del consistori en el qual foren creats cardenals, i dintre de cada consistori, per ordre de prelació. De cada cardenal s'indica el bisbat suburbicari, el títol o la diaconia, a més dels càrrecs que ocupava (vigents, emèrits i/o anteriors) en el moment de la convocatòria del conclave.

### Àfrica
- Teodósio Clemente de Gouveia, cardenal del títol de S. Pietro in Vincoli (1946), arquebisbe de Lourenço Marques, abans bisbe titular de Leuce (Moçambic).

### Amèrica
- Santiago Luis Copello, cardenal del títol de S. Lorenzo in Damaso, abans cardenal del títol de S. Girolamo degli Schiavoni (1935), canceller de la Santa Església Romana, abans bisbe titular d'Aulona i auxiliar de La Plata, auxiliar de Buenos Aires i arquebisbe d'aquesta arxidiòcesi, susccessivament (Argentina).
- James Charles McGuigan, cardenal del títol de S. Maria del Popolo (1946), arquebisbe de Toronto), Ontario, abans bisbe de Regina, Saskatchewan (Canadà).
- Carlos Carmelo de Vasconcellos Motta, cardenal del títol de S. Pancrazio (1946), arquebisbe de São Paulo, abans bisbe titular d'Algiza i auxiliar de Diamantina, arquebisbe de São Luis do Maranhão i administrador apostòlic de Pinheiros i d'Aparecida (Brasil).
- Francis Joseph Spellman, cardenal del títol de Ss. Giovanni e Paolo (1946), arquebisbe de Nova York, abans bisbe titular de Sila i auxiliar de Boston, Massachusetts, membre del consell de presidència del Concili Vaticà I (Estats Units).
- José María Caro Rodríguez, cardenal del títol pro illa vice de S. Maria della Scala (1946), arquebisbe de Santiago de Xile, abans bisbe de Milasa i arquebisbe de La Serena, successivament (Xile).
- Jaime de Barros Cámara, cardenal del títol de Ss. Bonifacio ed Alessio (1946), arquebisbe de Rio de Janeiro, abans bisbe de Mossoró, Rio Grande do Norte, i arquebisbe de Belém, Pará (Brasil).
- Manuel Arteaga y Betancourt, cardenal del títol de S. Lorenzo in Lucina (1946), arquebisbe de l'Havana (Cuba).
- Antonio Caggiano, cardenal del títol de S. Lorenzo in Panisperna (1946), bisbe de Rosario (Argentina).
- Augusto Álvaro da Silva, cardenal del títol pro illa vice de S. Angelo in Pescheria (1953), arquebisbe de Salvador de Bahia, abans bisbe de Floresta, Pernambuco i de Barra do Rio Grande, Estat de Bahia (Brasil).
- Carlos Maria de la Torre y Nieto, cardenal del títol pro illa vice de S. Maria in Aquiro (1953), arquebisbe de Quito, abans bisbe de Loja i de Guayaquil (Equador).
- James Francis McIntyre, cardenal del títol de S. Anastasia (1953), arquebisbe de Los Angeles, Califòrnia, abans bisbe titular de Cirene i auxiliar de Nova York i arquebisbe titular de Palto i coadjutor d'aquesta darrera arxidiòcesi, successivament (Estats Units).
- Paul-Émile Léger, P.S.S., cardenal del títol de S. Maria degli Angeli (1953), arquebisbe de Mont-real, Quebec (Canadà).
- Crisanto Luque Sánchez, cardenal del títol pro illa vice de Ss. Cosma e Damiano (1953), arquebisbe de Bogotà, abans bisbe titular de Croe i auxiliar de Tunja i bisbe sede plena d'aquesta darrera diòcesi (Colòmbia).

### Àsia
- Ignace-Gabriel I Tappouni, cardenal del títol de Ss. XII Apostoli (1935), patriarca d'Antioquia dels Sirians, abans bisbe titular de Danaba i vicari patriarcal de Mardin, bisbe titular de Batne i vicari patriarcal d'Aleppo i patriarca d'aquesta darrere seu, successivament; membre del consell de presidència del Concili Vaticà II (Síria).
- Thomas Tien Ken-sin, S.V.D., cardenal del títol de S. Maria in Via (1946), arquebisbe de Pequín, abans bisbe titular de Ruspe i vicari apostòlic de Yangku (Xina).
- Valerian Gracias, cardenal del títol pro illa vice de S. Maria in Via Lata (1953), arquebisbe de Bombai, abans arquebisbe titular d'Enneso i auxiliar d'aquella arxidiòcesi (Índia).

### Europa
- Jozef-Ernest van Roey, cardenal del títol de S. Maria in Aracoeli (1927), protoprevere, arquebisbe de Malines (Bèlgica).
- Manuel Gonçalves Cerejeira, cardenal del títol de Ss. Marcellino e Pietro (1929), protoprevere, patriarca de Lisboa, abans bisbe titular de Mitilene i auxiliar de Lisboa (Portugal).
- Achille Liénard, cardenal del títol de S. Sisto (1930), bisbe de Lilla i prelat nillius de la Mission de France (França).
- Federico Tedeschini, cardenal-bisbe de Frascati, abans cardenal del títol de S. Maria della Vittoria, abans cardenal in pectore (1933), datari papal, abans arquebisbe titular de Naupacte, nunci a Espanya i arxipreste de la Basílica de Sant Pere del Vaticà, successivament (Itàlia).
- Pietro Fumasoni Biondi, cardenal del títol de S. Croce in Gerusalemme (1933), prefecte emèrit de la Congregació de Propaganda Fide, abans arquebisbe titular de Doclea i delegat apostòlic a les Índies Orientals, al Japó i als Estats Units d'Amèrica, successivament (Itàlia).
- Maurilio Fossati, O.Ss.C.G.N., cardenal del títol de S. Marcello (1933), arquebisbe de Torí, abans bisbe de Nuoro, administrador apostòlic d'Ogliastra i arquebisbe de Sàsser, successivament (Itàlia).
- Elia Dalla Costa, cardenal del títol de S. Marco (1933), arquebisbe de Florència, abans bisbe de Pàdua (Itàlia).
- Nicola Canali, cardenal-diaca de S. Nicola in Carcere Tulliano (1935), protodiaca, penitenciari major i cardenal protector de l'Orde del Sant Sepulcre de Jerusalem (Itàlia).
- Eugène Tisserant, cardenal-bisbe d'Ostia i de Porto-Santa Rufina, abans cardenal del títol de S. Maria sopra Minerva, abans cardenal-diaca de Ss. Vito, Modesto e Crescenzia (1936), degà del Col·legi Cardenalici, arxiver de la Santa Romana Església, abans arquebisbe titular d'Iconio (França.
- Giuseppe Pizzardo, bisbe d'Albano
- Pierre-Marie Gerlier, cardenal del títol de Ssma. Trinità al Monte Pincio (1937), arquebisbe de Lió, abans bisbe de Tarbes i Lorda (França).
- Clemente Micara, cardenal-bisbe de Velletri-Segni, abans cardenal del títol de S. Maria sopra Minerva (1946), vicedegà del Col·legi Cardenalici, vicari general de la diòcesi de Roma, abans arquebisbe titular d'Apamea di Siria i nunci a Txecoslovàquia) i a Bèlgica, successivament (Itàlia).
- Benedetto Aloisi Masella, cardena-bisbe de Palestrina, abans del títol de S. Maria in Vallicella (1946), arxipreste de la Basílica de Sant Joan del Laterà, camarlenc, abans arquebisbe titular de Cesarea di Mauritania i nunci al Brasil (Itàlia).
- Gregoire-Pierre XV Agagianian, cardenal del títol de S. Bartolomeo all'Isola (1946), prefecte de la Congregació de Propaganda Fide, abans bisbe titular de Comana di Armenia i patriarca de Cilícia (Armènia, Unió Soviètica).
- Clément-Émile Roques, cardenal del títol de S. Balbina (1946), arquebisbe de Rennes, abans bisbe de Montauban i arquebisbe d'Ais de Provença, successivament (França).
- Enric Pla i Deniel, cardenal del títol de S. Pietro in Montorio (1946), arquebisbe de Toledo, abans bisbe d'Àvila i de Salamanca, successivament (Espanya).
- József Mindszenty, cardenal del títol de S. Stefano al Monte Celio, arquebisbe d'Esztergom, abans bisbe de Veszprém. No pogué assistir al conclave perquè li fou impedida la sortida del seu país Hongria).
- Joseph Frings, cardenal del títol de S. Giovanni a Porta Latina (1946), arquebisbe de Colònia (Alemanya).
- Ernesto Ruffini, cardenal del títol de S. Sabina (1946), arquebisbe de Palerm i administrador apostòlic de Piana degli Albanesi (Itàlia)
- Marcello Mimmi, cardenal-bisbe de Sabina-Poggio Mirteto, abans cardenal del títol de S. Callisto (1953), secretari de la Congregació Consistorial, abans bisbe de Crema i arquebisbe de Nàpols, successivament (Itàlia).
- Gaetano Cicognani, cardenal del títol de S. Cecilia (1953), prefecte de la Congregació de Ritus i pro-prefecte del Tribunal de la Signatura Apostòlica, abans bisbe titular d'Ancira i nunci a Bolívia, Perú, Àustria i Espanya, successivament (Itàlia).
- Angelo Giuseppe Roncalli, cardenal del títol de S. Prisca (1953), patriarca de Venècia, abans arquebisbe titular d'Areopoli i delegat apostòlic a Bulgària, arquebisbe titular de Messsembria i vicari apostòlic a Turquia, delegat apostòlic a Grècia i nunci a França, successivament. Va ser elegit papa amb el nom de Joan XXIII (Itàlia).
- Valerio Valeri, cardenal del títol de S. Silvestro in Capite (1953), prefecte de la Congregació dels Religiosos, abans arquebisbe titular d'Èfes i delegat apostòlic a Egipte i Aràbia, nunci a Romania i a França, successivament (Itàlia).
- Pietro Ciriaci, cardenal del títol de S. Prassede (1953), prefecte de la Congregació del Concili, abans arquebisbe titular de Tarso i nunci a Txecoslovàquia i a Portugal, successivament (Itàlia).
- Maurice Feltin, cardenal del títol de S. Maria della Pace (1953), arquebisbe de París, abans bisbe de Troyes, arquebisbe de Sens i arquebisbe de Bordeus, successivament (França).
- Georges-François Xavier-Marie Grente, cardenal del títol de S. Bernardo alle Terme (1953), arquebisbe-bisbe de Le Mans (França).
- Giuseppe Siri, cardenal del títol de S. Maria della Vittoria (1953, arquebisbe de Gènova, abans bisbe titular de Liviade i auxiliar d'aquella arxidiòcesi (Itàlia).
- John Francis D'Alton, cardenal del títol pro illa vice de S. Agata dei Goti (1953), arquebisbe d'Armagh, abans bisbe titular de Binda i coadjutor de Meath i bisbe sede plena d'aquesta darrera diòcesi, successivament (Irlanda).
- Giacomo Lercaro, cardenal del títol de S. Maria in Traspontina (1953), arquebisbe de Bolonya[3][4]

, abans arquebisbe de Ravenna (Itàlia).
- Benjamín de Arriba y Castro, cardenal del títol de S. Vitale, Valeria, Gervasio e Protasio (1953), arquebisbe de Tarragona, abans bisbe de Mondoñedo i d'Oviedo, sucessivament (Espanya).
- Fernando Quiroga y Palacios, cardenal del títol de S. Agostino (1953), arquebisbe de Sant Jaume de Galícia, abans bisbe de Mondoñedo (Espanya).
- Joseph Wenderl, cardenal del títol de S. Maria Nuova (1953), arquebisbe de Múnic i Freising, abans bisbe titular de Lebesso i coadjutor d'Espira i bisbe sede plena d'aquesta darrera diòcesi, sucessivament (Alemanya.
- Stefan Wyszyński, cardenal del títol de S. Maria in Trastevere (1953), arquebisbe de Varsòvia, abans bisbe de Lublin i arquebisbe de Gniezno, successivament (Polònia).
- Alojzije Stepinac, cardenal prevere sense títol atorgat (1953), arquebisbe de Zagreb, arquebisbe titular de Nicopsi i auxiliar d'aquella arxidiòcesi. No pogué assistir al conclave perquè li fou impedida la sortida del país (República Federal Socialista de Iugoslàvia).
- Alfredo Ottaviani, cardenal-diaca de S. Maria in Dominica (1953), pro-secretari de la Congregació del Sant Ofici, abans substitut de la secretaria d'estat (Itàlia).

### D'Oceania
- Norman Thomas Gilroy, cardenal del títol de S. Quattro Coronati (1946), arquebisbe de Sydney, abans bisbe de Port Augusta, arquebisbe titular de Cipsela i coadjutor de Sydney, successivament (Austràlia).

### Resum
| D'Àfrica  | 1 cardenal   |
| D'Amèrica | 13 cardenals |
| D'Àsia    | 3 cardenals  |
| D'Europa  | 35 cardenals |
| D'Oceania | 1 cardenal   |
| Total     | 53 cardenals |

Dels quals
- 6 eren cardenals-bisbes (Europa 6)
- 45 eren cardenals-preveres o de títol (Àfrica 1; Amèrica 13; Àsia 3; Europa 27; Oceania 1)
- 2 eren cardenals-diaques (Europa 2)